# الأكاديمية الليبية في إيطاليا
الأكاديمية الليبية في إيطاليا (بالإيطالية: Accademia Libica in Italia)‏ مؤسسة ثقافية وعلمية ليبية مقرها الرسمي العاصمة الإيطالية روما ولها فرع بباليرمو.

## التأسيس والهدف
تأسست نتيجة إعلان مشترك ليبي إيطالي للتعاون في مختلف المجالات خصوصا في مجال الثقافة والعلوم وذلك في 4 يوليو 1998.
تقوم الأكاديمية الليبية في إيطاليا بعدد من الأنشطة خاصة في مجال دعم التعاون والحوار الثقافي بين ليبيا وإيطاليا في مجال التعاون بين ليبيا وإيطاليا، إضافة لتنمية الموارد البشرية والتدريب المهني وحماية الموروث الثقافي المشترك لكلا البلدين، إضافة للموروث الثقافي لمنطقة البحر المتوسط الذي تطل عليه البلدين.

## البرامج والأنشطة
تنظم الأكاديمية مؤتمرات وحلقات دراسية وندوات حول مختلف المجالات كما تنظم رحلات دراسية وجوائز أدبية وبعثات أثرية من وإلى ليبيا، كما تقوم بالتعاون مع عدد من الجامعات والمراكز الإيطالية. إضافة لمنحها درجة الماجستير في عدد من التخصصات. ومنذ تأسيسها قامت بعدد من البرامج المشتركة في إيطاليا وخصوصا في روما وصقلية وترييستي بالإضافة إلى ليبيا.
كما أن الأكاديمية الليبية في إيطاليا تمثل عدد من الجامعات الليبية هي جامعة طرابلس وجامعة بنغازي وجامعة عمر المختار،، سرت وسبها في الجامعة الليبية الإيطالية التي تأسست في 22 فبراير 2007 والتي تشترك فيها جامعات باليرمو وكاتانيا وميسينا وريجو كالبريا الإيطالية.